# Ukrajinsko-americká dohoda o nerostných surovinách
Ukrajinsko-americká dohoda o nerostných surovinách je dohoda mezi Spojenými státy americkými a Ukrajinou, která stanovuje podmínky pro společné investice do využití přírodních zdrojů Ukrajiny, včetně kritických prvků vzácných zemin, ropy a plynu, a zároveň zahrnuje opatření na podporu obnovy země.
Dne 25. února oznámil ukrajinský premiér Denys Šmyhal, že obě země dosáhly předběžné dohody o posílení hospodářské spolupráce a přilákání investic na obnovu Ukrajiny po ruské invazi v roce 2022 během rusko-ukrajinské války. Prezident USA Donald Trump trval na uzavření dohody o surovinách jako podmínce pro pokračování americké podpory, přičemž ji označil za způsob, jak by Ukrajina mohla „splácet“ rozsáhlou pomoc, kterou během konfliktu obdržela.
Dne 28. února 2025 se americký prezident Donald Trump, viceprezident JD Vance a ukrajinský prezident Volodymyr Zelenskyj zúčastnili vysoce kontroverzního bilaterálního setkání, které bylo živě vysíláno z Oválné pracovny v Bílém domě ve Washingtonu, D.C. Jednání mělo za cíl projednat pokračování americké podpory Ukrajině v jejím odporu proti probíhající ruské invazi a očekávalo se, že bude zakončeno podpisem Ukrajinsko-americké dohody o nerostných surovinách. Schůzka však skončila náhle, bez jasného závěru. Dne 2. března, během Londýnského summitu o Ukrajině v roce 2025, se Volodymyr Zelenskyj při setkání s králem Karlem III. vyjádřil pro britská média, že věří, že vztahy mezi Spojenými státy a Ukrajinou lze obnovit, a že je připraven dohodu podepsat.
Dohoda byla podepsána dne 30. dubna 2025 americkým ministrem financí Scottem Bessentem a první místopředsedkyní ukrajinské vlády Julijí Svyrydenkovou.